# Wilfrid Lemoine
Pour les articles homonymes, voir Lemoine.
Wilfrid Lemoine (Coaticook, 18 juillet 1927 - Granby, 28 septembre 2003) est un journaliste, animateur, présentateur, ainsi que poète, romancier et essayiste québécois.
Écrivain à ses débuts et critique littéraire en fin de carrière, au journal Le Devoir, Wilfrid Lemoine se fait surtout connaître à la télévision de Radio-Canada : il en est un des pionniers et y œuvre durant 20 ans, de 1955 à 1975. Ses entrevues, empreintes de convivialité et de finesse, l’ont rendu célèbre. Il invente en quelque sorte une nouvelle forme d'entrevues : à l'écoute, laissant toute la place à l'invité, n'intervenant presque pas, si ce n'est que brièvement, par quelque très courtes questions, pointues et pertinentes. 
Après ces 20 ans à la télévision, il passe quelque 10 ans à la radio, au service culturel de Radio-Canada, s’illustrant alors principalement par ses entretiens littéraires. Ensuite, il écrit pour le quotidien Le Devoir ainsi que, notamment, pour le périodique Liberté.

## Formation
Après un cours classique (français, anglais, latin, grec, humanités gréco-latines, littérature française, sciences…) au Québec (au séminaire de Sherbrooke), Wilfrid Lemoine étudie les lettres à la Sorbonne puis la philosophie et la linguistique au Collège de France, à Paris.

## Carrière
Il commence une carrière de journaliste dans la presse écrite et rédige une chronique littéraire et cinématographique dans l'Autorité, de 1953 à 1955, à Sherbrooke. Il s'oriente ensuite vers la presse parlée et devient annonceur à Radio-Canada en 1955. Il entre alors au Service de l'information de la télévision de Radio-Canada, à Montréal, et y travaille durant 20 ans. Il aura participé à pratiquement toutes les grandes émissions, quotidiennes ou hebdomadaires, d'information à la télévision de Radio-Canada, telles Impact, Carrefour (1955-1962), Premier plan (1970), Aujourd'hui (de 1962 à 1970, avec Michelle Tisseyre), Prisme (1969), Gros Plan (1970), Rencontres (1970), Format 30 et Actualité 24, puis aux émissions culturelles de la radio, notamment comme critique de poésie canadienne pour l'émission Revue des arts et des lettres de Radio-Canada.
Tout au long de sa carrière, il aura interviewé plusieurs célébrités, dont Salvador Dalí (1958), Simone de Beauvoir (1959), Antonine Maillet (1961), Henri Vallois (1961), Peter Ustinov (1962), Tristan Tzara (1963), Anne Hébert (1966), Marguerite Duras (1969), Gilles Carle (1970), Marcelle Ferron (1970), Victor-Lévy Beaulieu (1972), Gaston Miron (1975), Hans Selye (1976), Henri Laborit (1976), René Dubos (1978), …
Un incident va démontrer l'ouverture d'esprit, l'audace et le calme de Wilfrid Lemoine dans l'exercice de ses fonctions. En 1959, en effet, il fait à Paris une longue entrevue avec Simone de Beauvoir, pour la télévision de Radio-Canada, mais qui ne sera diffusée que partiellement et qu'après plus d'un quart de siècle. C'est que la direction de Radio-Canada avait alors trouvé les propos de Simone de Beauvoir trop audacieux et avait complètement censuré l'entrevue sous la pression de l’archevêché de Montréal, où Wilfrid Lemoine et ses patrons furent convoqués et intimidés, aussitôt après l'entrevue, que personne n'avait encore vue. À la mort de Simone de Beauvoir, en avril 1986, sa diffusion est programmée, mais les éliminatoires de la saison de hockey occupent la case horaire : le public ne verra donc qu’un extrait des 40 minutes originales, pendant lesquelles Beauvoir parle, entre autres, de l’existentialisme, de la religion et du mariage.

### Émissions

#### Télévision
De 1955 à 1975, Wilfrid Lemoine anime ou coanime au poste français principal de la télévision de Radio-Canada, CBFT (Montréal), dans les séries d'émissions telles que :
- Carrefour
- Carrefour en vacances
- Caméra 59
- Aujourd'hui (1962-1969)
- Gros plan
- Format 30
- Actualité 24
- Rencontres
- Dossier

#### Radio
De 1976 à 1985 environ, il se consacre à l'animation de séries d'émissions culturelles à la radio française de Radio-Canada (CBF), telles que :
- Les Quatre Saisons de l'université
- La Revue des arts et des lettres
- Littératures au pluriel
- À la croisée des chemins

## L'auteur
Wilfrid Lemoine a publié de nombreux poèmes, des essais et quelques romans — certains sous le pseudonyme de Camille Bilodeau, un pseudonyme collectif?
Ses trois poèmes de la suite Les Rivages perdus sont mis en musique, dès 1954, par François Morel, et ces mélodies sont créées l'année suivante au Conservatoire de Montréal par Josèphe Colle, soprano, en présence du compositeur, et par la suite enregistrées, chantées par le ténor Jean-Paul Jeannotte. — Le même compositeur rend en 2006 un hommage posthume à Wilfrid Lemoine, par sa pièce (pour orchestre) Passage à l'aube.
En 1958, l'ouvrage collectif La poésie et nous, auquel il participe, « marque l'élaboration de théories poétiques authentiquement québécoises ».

## Ses œuvres littéraires

### Sa poésie
- Les Pas sur terre, Montréal, les Éditions Chantecler, 1953, 125 p. 18 cm (tous exemplaires numérotés, et signés par l'auteur)
- Sauf-conduits, Montréal, Éditions d'Orphée, 1963, 57 p. 21 cm
- Passage à l'aube, poésie, Montréal, Éditions de l'Hexagone, coll. Poésie, 1994, 69 p. 21 cm  (ISBN 2-89006-505-7)

### Ses nombreux essais et rares romans
- Réhabiliter l'homme dans l'amour de son mystère - (avant-poèmes), Montréal, les Éditions de l'Autorité, 1955, 25 p. 21 cm
- La Poésie et nous (avec Michel van Schendel, Gilles Hénault, Jacques Brault, Yves Préfontaine, présentation de Jean-Guy Pilon), Montréal, les Éditions de l'Hexagone, coll. Les Voix, 2, 1958, 93 p. 19 cm, in-16
- Les Anges dans la ville ; suivi de l'Ange gardien ; l'Ange de solitude, Montréal, les Éditions d'Orphée, 1959, 150 p. 21 cm
- Le funambule, Montréal, Le Cercle du livre de France, 1965, 158 p. 20 cm / coll. C.L.F. poche canadien, 12, 1968, 169 p. 17 cm
— traduit en anglais par David Lobdell : The Rope-dancer, Ottawa, Oberon Press, 1979, 143 p. 21 cm  (ISBN 0887503012 et 0887503020)
- Le déroulement, Montréal, Éditions Leméac, coll. Roman québécois, 16, 1976, 317 p. 23 cm  (ISBN 0-77613-017-X)
- Une ombre derrière le cœur - roman en collaboration de Camille Bilodeau [pseudonyme collectif?], Montréal, Éditions Quinze, 1979, 210 p.

## Citations
- « Dans une main gantée

Qui se crispe et froisse

Le ciel retrouvé

Sur une feuille détruite

Voici l'espace d'un silence

Entre la joie d'hier

Et le poème d'aujourd'hui »

— Les Pas sur terre
- « Le feu purifie. La guerre, aussi terrible soit-elle, peut servir la justice et l'amour. » — Les Anges dans la ville
- « La grandeur serait-elle de découvrir que l'essentiel est insaisissable ? » — Les Anges dans la ville
- « Il semble bien difficile de vivre, parce qu'avec ou sans amour, le premier problème de l'homme demeure l'amour. » — Les Anges dans la ville
- « Ce sont toujours les prudents qui paient les excès des autres. » — Les Anges dans la ville
- « Il y a la réalité. Puis il y a l'illusion. On se tient souvent juste entre les deux. » — Le Funambule
- « C'est une erreur de langage, n'est-ce pas l'amour ? » — Le Funambule
- « Chaque tête a une possibilité donnée et limitée de se créer les illusions qui lui sont nécessaires. » — Le Funambule
- « Quand je m'adapte, je me limite. » — Le Funambule
- « Pourquoi appellent-ils intelligence toutes les limites de toutes les règles, tous les interdits de tous les codes ?
  Énorme et gigantesque constipation de tous les cerveaux ! » — Le Funambule
- « Notre société dite de consommation est le plus grand dépressif qui soit. Robotisé, nous ne nous en rendons pas toujours compte. Nous n'en avons pas le temps. » — Le Déroulement
- « La réalité est-elle plus entière dans le geste que l'on pose ou dans celui que l'on retient ? » — Le Déroulement
- « Aujourd'hui le monde entier dans toute son horreur comme dans toute sa splendeur fait partie de la vie intime de l'individu. » — Le Déroulement
- « Le poème est la communication d'un homme avec lui-même. » — Le Déroulement
- « La mémoire est la faculté qui veut se souvenir. » — Le Déroulement
- « Les mots traduisent beaucoup plus qu'ils ne définissent. Surtout quand il s'agit de personnes. » — Le Déroulement
- « Se suicider c'est cesser d'avancer. C'est s'immobiliser. » — Le Déroulement
- « La mort. C'est la perte totale, l'anéantissement définitif, irrésistible d'une conscience, le retrait absolu du mouvement. » — Le Déroulement
- « La mort n'existe pas. Surtout pas la mort. Le mot ne devrait pas exister car il désigne ce qui n'est pas. » — Le Déroulement
- « Au fond, toute peur ne vient-elle pas directement ou non du refus de perdre son bien le plus précieux, sa propre vie ? Au fond la seule vraie peur n'est-elle pas celle de ne plus être ? » — Le Déroulement
- « La seule supériorité réelle de l'homme jaillit du sens de l'absurde qui le saisit quand il se réfléchit, quand il se demande ce qu'il est venu faire en ce monde. » — Le Déroulement

## Retraite etDéroulementduFunambule
Wilfrid Lemoine prend sa retraite de Radio-Canada en 1986, après quelque 20 ans à la télévision puis 10 ans à la radio, mais poursuit son œuvre littéraire et sa fréquentation des arts et des artistes, s'étant installé dans les Cantons-de-l’Est, où il a grandi.
C'est au Centre hospitalier de Granby qu'il est mort, le 28 septembre 2003, à l'âge de 76 ans, atteint de la maladie de Parkinson,.